# Конституционный референдум в Кыргызстане (2007)
Конституционный референдум в Кыргызстане прошёл 21 октября 2007 года после конституционного кризиса, вызванного тем, что поправки к Конституции, принятые в ноябре и декабре 2006 года, были 14 сентября 2007 года признаны Конституционным судом Кыргызстана недействительными. Избирателям было задано два вопроса — об одобрении поправок в Конституцию и о принятии нового избирательного законодательства. Оба вопроса были одобрены более чем 95 % избирателей, принявших участие в референдуме.

## Фон референдума
В ответ на признание Конституционным судом недействительными поправок в Конституцию, принятых в 2006 году по итогам Тюльпановой революции, президент Курманбек Бакиев назначил референдум по этим поправкам на 19 сентября 2007 года.. Поправки, вынесенные на референдум, предусматривали следующее:
- увеличение числа депутатов Жогорку Кенеша с 75 до 90, избрание их по пропорциональной системе[3];
- лишение членов политических партий, чья деятельность признана незаконной, мест в Жогорку Кенеше[3];
- предоставление президенту права назначать и смещать правительство, госслужащих, членов Совета безопасности, судей, прокуроров, руководителей Национального банка и членов избирательной комиссии; лишение его права распускать Жогорку Кенеш[3].

Новое избирательное законодательство предусматривало, что для прохождения в парламент политические партии должны преодолеть 5 % барьер. Также было установлено, что в партийных списках не менее 30 % мест должно отводиться женщинам, не менее 15 % мест — кандидатам в возрасте до 35 лет, и не менее 15 % мест — кандидатам от национальных меньшинств.

## День голосования
Наблюдатели от Организации по безопасности и сотрудничеству в Европе (ОБСЕ) сообщали о многочисленных нарушениях в ходе голосования, в частности — о препятствиях, чинимых наблюдателями со стороны властей и вбросах бюллетеней. По данным ОБСЕ, явка на референдуме была низкой. Представители посольства США также выразили обеспокоенность по поводу рефенендума, заявив, что голосование не соответствует международным стандартам.

## Результаты

### Конституция
Согласны ли вы с новой версией Конституции?
| Выбор                               | Голосов   | %     |
| ----------------------------------- | --------- | ----- |
| Да                                  | 2,078,748 | 95.44 |
| Нет                                 | 99,336    | 4.56  |
| Недействительные голоса             | 22,950    |       |
| Всего                               | 2’201’034 | 100   |
| Зарегистрированных избирателей/явка |           | 80.64 |
| Источник: Прямая Демократия         |           |       |

### Избирательное законодательство
Согласны ли вы с новой версией избирательного закона, вынесенной Президентом на референдум?
| Выбор                               | Голосов   | %     |
| ----------------------------------- | --------- | ----- |
| Да                                  | 2,077,030 | 95.36 |
| Нет                                 | 100,978   | 4.64  |
| Недействительные голоса             | 22,577    |       |
| Всего                               | 2,200,585 | 100   |
| Зарегистрированных избирателей/явка |           | 80.64 |
| Источник: Прямая Демократия         |           |       |

## Последствия
Аналитики предполагали, что в случае успеха референдума Бакиев назначит досрочные парламентские выборы на 2008 год. В итоге после объявления предварительных результатов, свидетельствовавших, что более 75 % участников референдума (при явке в 80 %) одобрили предлагаемые поправки, киргизский лидер назначил досрочные выборы на декабрь 2007 года.